# 塩沢清宣
鹽澤 淸宣（しおざわ きよのぶ、1892年（明治25年）2月19日 - 1969年（昭和44年）7月18日）は、日本の陸軍軍人。最終階級は陸軍中将。

## 経歴
長野県出身。長野中学校（現長野県長野高等学校）を経て、1914年（大正3年）5月、陸軍士官学校（26期）を卒業。同年12月、歩兵少尉に任官し歩兵第30連隊付となる。1925年（大正14年）11月、陸軍大学校（37期）を卒業し歩兵第30連隊中隊長に就任。
1926年（大正15年）12月、参謀本部付勤務となり、参謀本部員、参謀本部付（北平出張）、中国政府応聘、歩兵第41連隊大隊長、参謀本部員、関東軍参謀、関東憲兵隊司令部員（警備課長）を務め、1937年（昭和12年）8月、歩兵大佐に進み歩兵第18連隊長に就任したが、同月、関東軍司令部付に転じた。
1937年（昭和12年）12月、中支那方面軍司令部付に発令され日中戦争に出征。中支那派遣軍特務部員（建設課長）、興亜院政務部第2課長を務め、1940年（昭和15年）3月、陸軍少将に進級した。
1940年（昭和15年）4月、興亜院華北連絡部次長に就任し、同華北連絡部長官心得、大東亜省特命全権公使（北京駐在）を務め、1943年（昭和18年）6月、陸軍中将に進んだ。1944年（昭和19年）10月、第119師団長に就任して満州に駐屯し、ソ連軍と交戦を続けている中で終戦を迎えた。その後、シベリア抑留となる。1948年（昭和23年）1月31日、公職追放仮指定を受けた。1956年（昭和31年）12月に復員した。
1946年（昭和21年）2月、GHQの調査に協力した田中隆吉によると、興亜院華北連絡部長官心得在職時に北支での阿片売買を統制する立場にあり、その資金を専田盛寿から東条英機に送らせたという。
1968年（昭和43年）3月から死去するまで、日本郷友連盟会長を務めた。

## 栄典
外国勲章佩用允許
- 1943年（昭和18年）12月10日 - 中華民国：一級同光勲章[9]